# 圆明园十二生肖兽首铜像

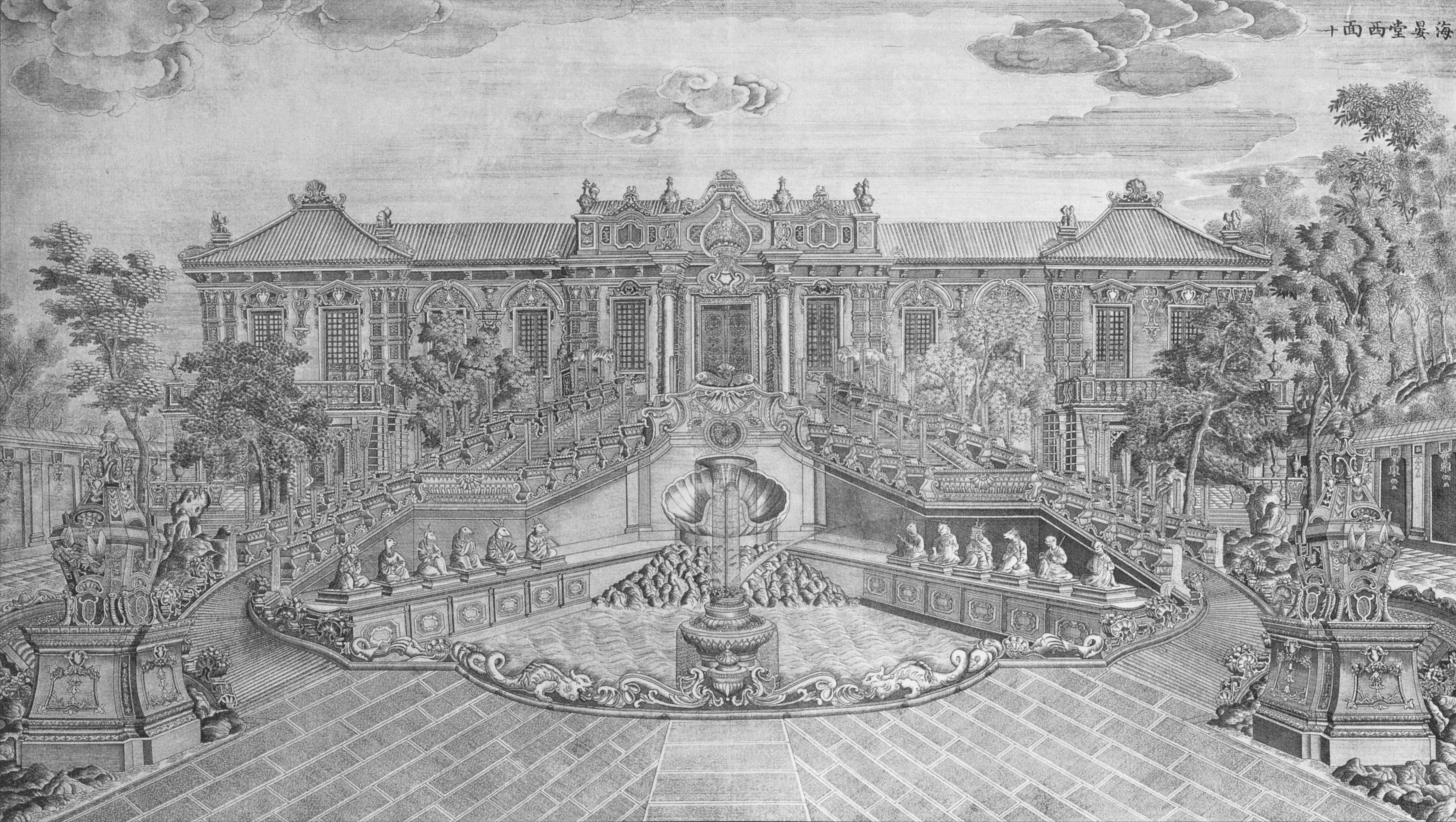
圆明园海晏堂的铜版画。中央水池前兩脇所擺設的就是十二生肖兽首铜像。

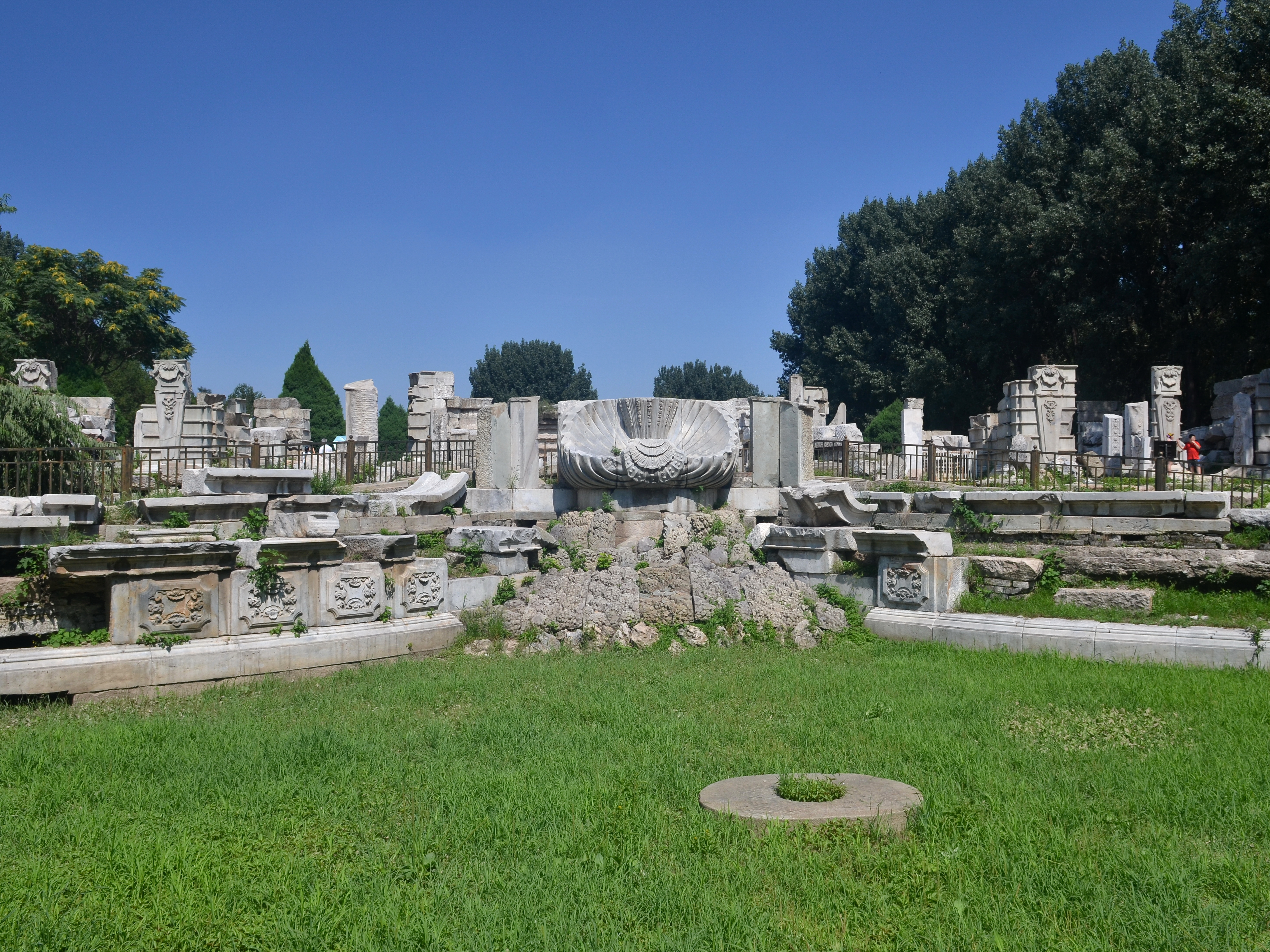
圆明园遗址公园海晏堂阶下喷水池遗址，曾是十二生肖兽首人身铜像所在之处

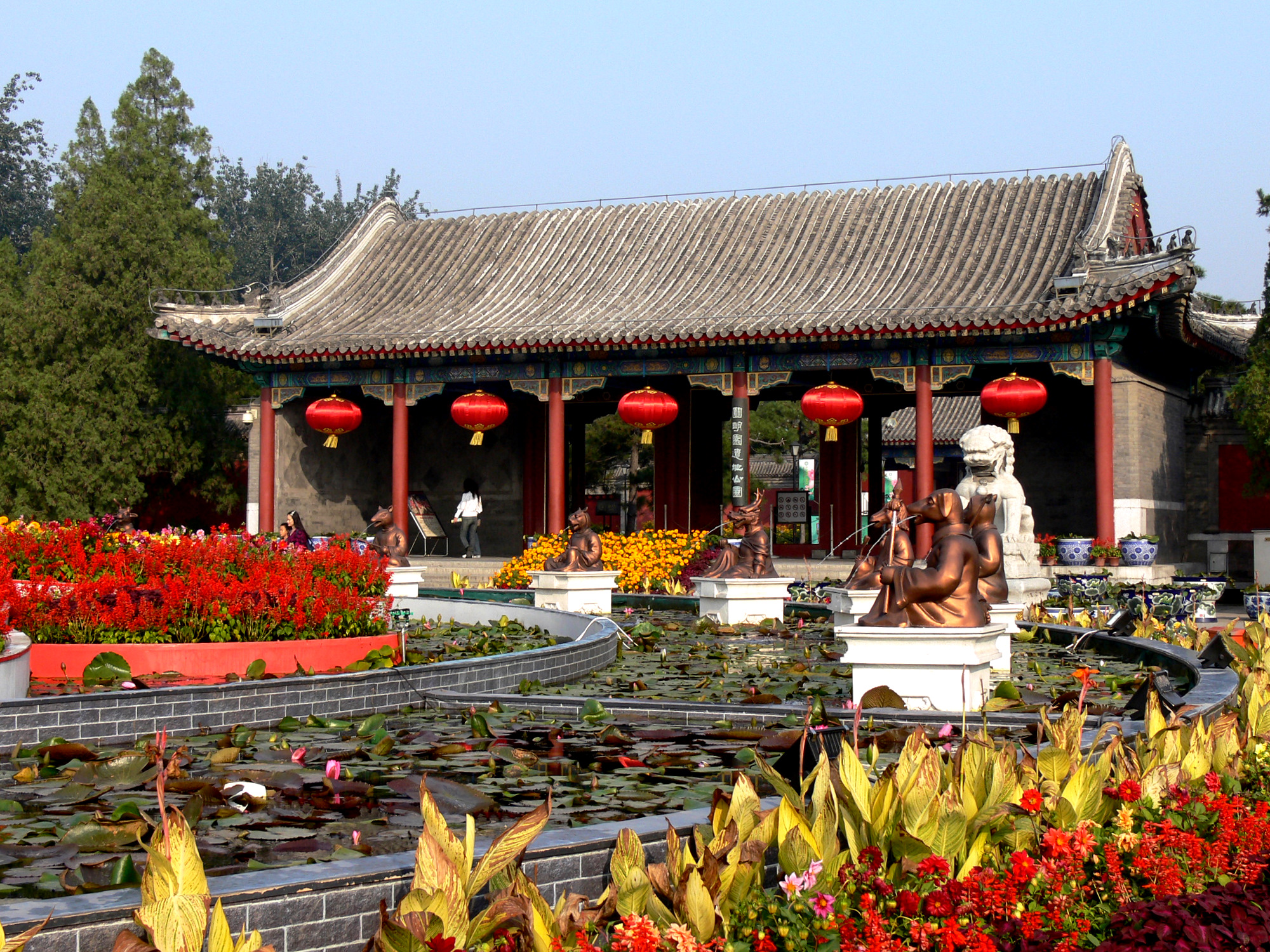
圆明园遗址公园门前（绮春园宫门）水池曾摆放仿海宴堂喷水十二生肖兽首人身铜像

圆明园十二生肖兽首铜像，又称为圆明园兽首、圆明园紅铜兽首及圆明园兽首铜像等，原來是清朝皇家园林圆明园海晏堂前喷水池的一部分，由意大利耶穌會會士清朝宫廷画家郎世宁设计，由法國耶穌會神父蔣友仁監督修建，由清朝宮廷匠師製作。该喷水池称为水力鐘和十二生肖报时喷泉，十二生肖形象的12件兽首人身像以八字形分列在喷水池两旁，南邊為子鼠、寅虎、辰龍、午馬、申猴及戌狗，北邊為丑牛、卯兔、巳蛇、未羊、酉雞及亥豬。十二生肖銅像每日都會依次序輪流噴水，每到一个时辰，相应的兽首铜像口中就会噴水達两小时。正午十二時時，十二生肖獸首銅像則會同時喷水。
中国文物专家罗哲文认为十二生肖兽首工艺粗糙、艺术价值不高，其最大价值僅在於其為帝国主义國家侵略中国的罪证。中国国家博物馆副館長陳履生亦指獸首是「外國人做的水龍頭」，被稱為國寶「更是欠妥」。

## 流散歷史
1860年，第二次鸦片战争期间，英法联军火燒圓明園，並且抢掠了十二生肖兽首及其他众多的圆明园文物。

### 馬首、牛首、猴首、虎首、豬首
1980年代末期，獸首銅像首次公開拍賣，於美國紐約舉行，當時拍賣品是馬首，由台灣寒舍藝術中心董事長王定乾購買獲得，後來王將銅像轉售予寒舍主人蔡辰洋，至2007年重新拍賣。2000年4月至2000年5月，中国保利集团在香港佳士得和苏富比的拍卖会上以774万5千港元競投獲得牛首，以818万5千港元競投獲得猴首，以15,444,750港元竞投獲得虎首。2003年，猪首的美国拥有者将铜像转让中华抢救流失海外文物专项基金，澳门企业家何鸿燊向该专项基金捐款逾600万人民币将其购買。2007年9月，何鸿燊在苏富比拍卖会举行前以6,910万港元购得马首，并且捐予中国官方。此前上述五尊銅獸首皆存于北京保利藝術博物館。2020年12月1日，国家文物局将马首铜像正式划拨圆明园管理处，同日起被安排在正觉寺文殊亭公開展示。2023年10月18日，由保利艺术博物馆收藏的圆明园十二兽首之牛首、虎首、猴首、猪首在时隔163年后首次与马首重聚圆明园，一起亮相“五首重聚·故园新语”圆明园兽首铜像特别展览，展览持续到10月29日。

### 鼠首和兔首
2008年10月23日，佳士得宣布于次年2月25日在法国巴黎大皇宫举办的“伊夫·圣洛朗与皮埃尔·贝尔热珍藏”专场拍卖会上拍賣鼠首、兔首，引發中華人民共和國政府強烈反對。2009年2月，北京律师刘洋发起的超過80名律師組成的“追索圆明园流失文物律师团”，以“全球爱新觉罗家族宗亲会”为原告，向佳士得和贝爾熱发出律师函，並委托欧洲保护中华艺术联合会申請禁拍。2月24日法国巴黎大审法院作出判决，表示原告要求法國文化部干预，非属该法庭审理范围；欧洲保护中华艺术协会只能代表该协会，不能代表中国，也不能代表公众利益，因此驳回诉讼请求。贝尔热則聲明，願意歸還鼠首、兔首，「唯一要求是中國賦予西藏人權和自由，並歡迎達賴喇嘛。」
2009年2月25日，佳士得分別以每尊1400万欧元将鼠首和兔首拍賣，買家為中國商人、中华抢救流失海外文物专项基金顾问蔡銘超，但他其後拒絕付款，因為認為拍賣品是非法流失的，故此無法申報將銅像帶入中國境內，導致文物流拍。此外，中國国家文物局在拍賣後發布《关于审核佳士得拍卖行申报进出境的文物相关事宜的通知》，對佳士得進行制裁。
2009年9月，传聞贝尔热打算要將鼠首和兔首送予中華民國国立故宫博物院，馆方却不接受，此事件在台湾政坛与文化界引发争议。故宫回应表示：“两件铜首与院藏性质不符”，院长周功鑫於10月7日在立法院接受质询时又表示：“他（贝尔热）曾经跟我说，他不卖也不送，而且故宫依据博物馆的专业伦理，只要是有争议的文物，我们无法珍藏。”
2013年4月26日，开云集团首席执行官、佳士得大股東弗朗索瓦-亨利·皮诺在北京宣佈將會向中華人民共和國政府無償捐贈流失海外的圓明園青銅鼠首和兔首。後者對此舉予以積極評價，認為此一意願符合有關文化遺產保護的國際公約的原則精神，是對中國人民的友好表示，也有利於更多中國流失境外文物的回歸。 2013年6月28日，鼠首和兔首正式入藏中国国家博物馆。同年，佳士得首次获准在中国独立举办拍卖活动。

### 龙首、狗首、蛇首、羊首、鸡首
十二生肖兽肖中的龙首、狗首、蛇首、羊首、鸡首等5尊铜像至今下落不明。
- 龙首

2009年3月深圳衛視報導，收藏家王度接受電視訪問時指出，龍首銅像現正處於台灣。
2018年12月17日23时许，中国圆明园学会学术专业委员会委员刘阳在朋友圈更新了一则消息“圆明园龙首刚被拿下”。据其介绍，法国时间17日下午，疑似圆明园十二生肖兽首之一的龙首出现在法国巴黎一场小型拍卖会上，并最终以2400万元人民币的价格被一华人买家购得。
- 狗首

2003年貞觀國際拍賣公司預定在10月20日拍賣一個被認為是清末圓明園“大水法十二生肖銅像”之一的銅鑄狗頭，不過專家稱仍未能証實它就是這一文物。迫于銅鑄狗頭的真偽之爭和香港各界不能容忍“贓物”在港拍賣的批評，貞觀國際拍賣公司於2003年10月7日宣布擱置銅鑄狗頭的拍賣。
2009年1月17日《北美世界日报》报道，居住在美国弗吉尼亚山区小镇弗兰特罗亚尔的华人郑安迪（音译）称自己月前在旧货店以1000美元购得一狗首铜像，他认为极可能是12兽首铜像中的狗首铜像，但未经证实。

## 成龍複製品
2010年，成龙擔任中華人民共和國政府“圆明园文物回归形象大使”，並開始籌備拍摄以獸首回歸為劇情的電影《十二生肖》。他隨後將三套復原版十二生肖獸首分別赠与圆明园博物馆，新加坡亞洲文明博物館，國立故宮博物院南部院區。
而在2015年12月28日台北故宮南院開館後，特别將成龍捐贈的十二生肖獸首陳列於中庭，引起台灣輿論的關注和爭議。前國立台灣歷史博物館館長吳密察批評，故宮連複製品也收，是「自毀格調」，在國際博物館界會被譏為外行。他又指中國大陆政府近年透過外交角力，以及不惜在拍賣場斥鉅資回購獸首，以號召中國大陆民族激情，并指十二獸首背後有統戰意味。对此台北故宫院长冯明珠則表示，“十二兽首複製品工艺精湛，不会因看了兽首，就被统战了。”12月30日，三名故宮南院游客向龙兽和马兽喷漆，并写上“文化统战”的字样，被保安制止并带走。2016年11月，故宮南院将十二獸首拆除。

## 當前狀態
| 圖像             | 動物 | 重現年份 | 收藏地         | 價格       | 備註 |
| ---------------- | ---- | -------- | -------------- | ---------- | --- |
|                  | 鼠首 | 2013年   | 中国国家博物馆 | 1800萬美元 | 伊夫·圣洛朗的收藏品，2009年巴黎佳士得專場拍賣會拍賣出售。 2013年6月28日，由弗朗索瓦-亨利·皮诺在儀式上捐贈。 |
|                  | 牛首 | 2000年   | 保利艺术博物馆 | 98萬美元   | 1989年6月，台湾一家收藏机构在伦敦蘇富比拍卖会上以约一百万美元的总价购得马首、虎首、牛首。第二年，机构将3尊铜像转让给台湾其他藏家。 2000年4月至5月，由保利集团於香港佳士得和蘇富比的拍賣會競投得標。                                                                                                  |
|                  | 虎首 | 2000年   | 保利艺术博物馆 | 198萬美元  | 1989年6月，台湾一家收藏机构在伦敦蘇富比拍卖会上以约一百万美元的总价购得马首、虎首、牛首。第二年，机构将3尊铜像转让给台湾其他藏家。 2000年4月至5月，由保利集团於香港佳士得和蘇富比的拍賣會競投得標。                                                                                                  |
| (圖中排序第四者) | 兔首 | 2013年   | 中国国家博物馆 | 1800萬美元 | 伊夫·圣洛朗的收藏品，2009年巴黎佳士得專場拍賣會拍賣出售。 2013年6月28日，由弗朗索瓦-亨利·皮诺在儀式上捐贈。 |
|                  | 龙首 | 2018年   | 未知           | -          | 2009年台湾收藏家王度表示龙首在台湾，上个世纪80年代状态良好。其收藏者本计划让龙首现身拍卖，但鉴于鼠首和兔首遭遇的风波，估计短时间内不会让龙首现身。 疑似在2018年12月17日於巴黎一场小型拍卖会上，以2400万元人民币的价格被华人买家购得。                                                                |
|                  | 蛇首 | 2010 年  | 私人收藏       | -          | - |
|                  | 馬首 | 2007年   | 圆明园博物馆   | 890萬美元  | 1989年6月，台湾一家收藏机构在伦敦蘇富比拍卖会上以约一百万美元的总价购得马首、虎首、牛首。第二年，机构将3尊铜像转让给台湾其他藏家。 2007年9月，何鸿燊在苏富比拍卖会举行前，從台灣收藏家购得且捐予中国官方，在澳門新葡京酒店展覽12年，至2019年11月方移交國家文物局，在国家博物馆展出後劃撥圓明園收藏。 |
|                  | 羊首 | 下落不明 | 下落不明       | -          | - |
|                  | 猴首 | 2000年   | 保利艺术博物馆 | 103萬美元  | 1987年，台湾企业家蔡辰男在紐約蘇富比專場拍賣會購得。 2000年4月至5月，由保利集团於香港佳士得拍賣會競投得標。 |
| (圖中排序第三者) | 雞首 | 下落不明 | 下落不明       | -          | - |
|                  | 狗首 | 下落不明 | 下落不明       | -          | 2003年，香港貞觀國際拍賣行計劃出售假貨。 2009年，居住在美国弗吉尼亚Front Royal的华人郑安迪(音)称自己在旧货店以1000美元购得可能來自圓明園的狗首铜像，但他無力验明正身，希望能引起外界关注。 |
|                  | 豬首 | 2003年   | 保利艺术博物馆 | 77萬美元   | 1987年，紐約專場拍賣會拍賣出售，由何鸿燊購得。 |